# Шевченко (Хрестівська міська громада)
Шевче́нко — село в Україні, у Хрестівській міській громаді Горлівського району Донецької області. Населення становить 64 особи.

## Загальні відомості
Відстань до райцентру становить близько 21 км і проходить автошляхом Т 0517.
Землі села розташовані між с. Ольховатка Горлівський район та м. Хрестівка Донецької області. Біля села бере початок річка Кленова.
Неподалік від села розташований лісовий заказник місцевого значення Урочище Плоске.
Унаслідок російської військової агресії із серпня 2014 року село Шевченко перебуває на території ОРДЛО.

## Населення

### Мова
Розподіл населення за рідною мовою за даними перепису 2001 року:
| Мова       | Кількість | Відсоток |
| ---------- | --------- | -------- |
| російська  | 33        | 51.56%   |
| українська | 31        | 48.44%   |
| Усього     | 64        | 100%     |